# HD 179422
HD 179422，又名BD+26 3474，SAO 86912、HR 7280，是一颗恒星，视星等为6.36，位于銀經59.04，銀緯7.79，其B1900.0坐标为赤經19h 7m 27.3s，赤緯+26° 7.79′ 14″。